# Bracon radicis
Bracon radicis är en stekelart som beskrevs av Roy D. Shenefelt 1960. Bracon radicis ingår i släktet Bracon och familjen bracksteklar. Inga underarter finns listade.